# Global Media Technologies
 (mars 2012).
Si vous disposez d'ouvrages ou d'articles de référence ou si vous connaissez des sites web de qualité traitant du thème abordé ici, merci de compléter l'article en donnant les références utiles à sa vérifiabilité et en les liant à la section « Notes et références ».
Global Media Technologies est une société camerounaise spécialisé dans l’intégration de solutions informatiques et de télécommunications.